# Friele
Friele (норв. Friele или Kaffehuset Friele) — старейшая норвежская кофейная компания и торговая марка кофе, основанная Германом Фриле I в 1799 году. Крупнейший производитель кофе в Норвегии. Компания расположена в Мидтуне, коммерческом и жилом районе Бергена. В 2015 году Friele стала частью голландской компании Jacobs Douwe Egberts, владеющей различными брендами напитков, в основном кофе, чая и горячего шоколада.

## История
Предтечей кофейной компании Friele являлась небольшая бергенская компания «Friele på Torvet», которая продавала хмель, изюм, смородину, лимоны и другие привозные товары. Владельцем этой компании являлся Герман Фриле (1763—1843), который на своём бриге «Venskab af Bergen» привозил домой различные экзотические товары из своих многочисленных путешествий. Привезённый товар продавала его предприимчивая жена Бергита Моруп Фриле, которая имела свой магазин и арендовала большой склад в Бергене. Когда в 1799 году Герман Фриле оставил морское дело и осел на суше, он купил этот склад и начал отсюда как розничную, так и оптовую торговлю колониальными товарами. Первоначально, помимо торгового бизнеса, его новая компания «Steinkjelderen» занималась также пивоварением, так как большое помещение склада очень хорошо подходило не только для хранения товаров, но и для пивоварения.
В 1835 году Герман Фриле продал «Steinkjelderen» своему сыну Беренту Фриле (1810—1897), которому тогда было 25 лет и который был младшим из 18 детей Германа. Берент закрыл пивной бизнес, ставший убыточным направлением, и увеличил импорт кофе, сахара и кленового сиропа. В 1854 году Берент Фриле стал первым норвежским розничным продавцом кофе, который напрямую импортировал кофе из Бразилии.
В 1860 году Берент Фриле сделал своего сына Германа Фриле II и зятя Джеймса Б. Грига совладельцами бизнеса и компания была переименована в «B. Friele & Sønner». Находившаяся под управлением Германа и Джеймса компания владела несколькими морскими судами и занималась розничной и крупнооптовой торговлей специями, сахаром, сиропом и кофе. В 1893 году был построен первый цех машинной обжарки кофе. В 1897 году Джеймса Б. Грига продал свою долю в компании Германe Фриле II, который в 1899 году решил посвятить всё своё время исследованиям и путешествиям, оставил предпринимательскую деятельность и передал компанию сыновьям Беренту Фриле II (1862—1902) и Герману Фриле III (1877—1961). Когда Берент Фриле II умер в 1902 году, Герман Фриле III стал единственным владельцем «B. Friele & Sønner» и оставался им в течение многих лет, вплоть до 1946, когда его сын Герман Фриле IV смел отца и занял пост управляющего.
В 1980 году к управлению пришёл Герман Фриле V, который владел компанией вплоть до 2015 года, когда «Kaffehuset Friele» был продан голландской компании Jacobs Douwe Egberts.
После продажи «Kaffehuset Friele» Биргитте Фриле, дочь и наследница Германа Фриле V, инвестировала миллионы крон в магазин эксклюзивной одежды в Бергене и планировала начать своё дело в Осло.

## Характеристика

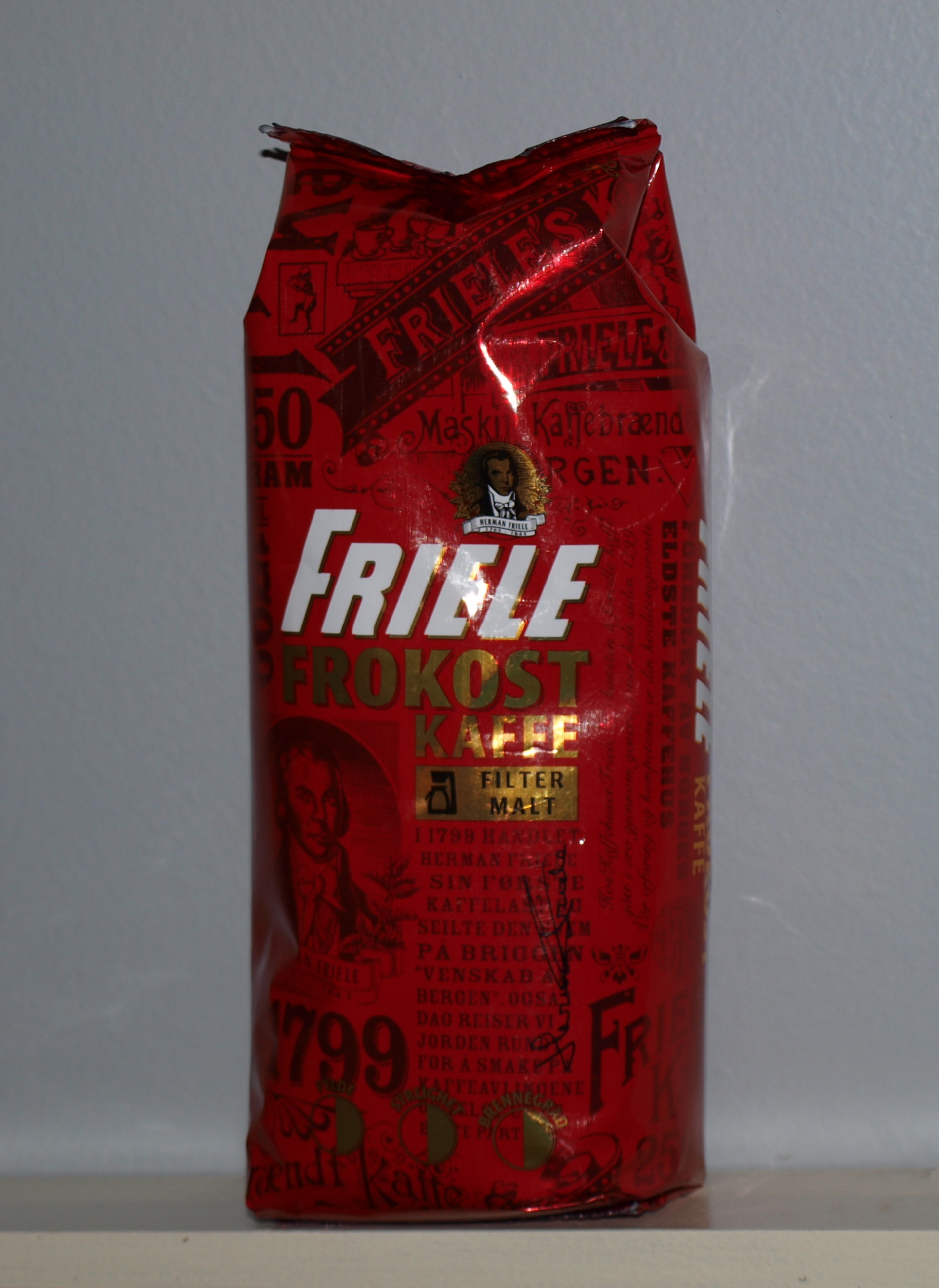
Кофе для завтрака «Friele frokostkaffe»

До середины 1980-х большая часть кофе Friele продавалась в Западной и Северной Норвегии, но постепенно компания стала основным продавцом кофе по всей стране. В линейку продуктов Friele входят бренды Friele Frokost Kaffe, Kronekaffe и Café Noir. В совокупности все бренды кофе Friele занимают 35 % норвежского рынка, из них самым продаваемым является Friele Frokost Kaffe с долей рынка 29 %, под которым продаётся утренний кофе для завтрака «Friele frokostkaffe».
Friele закупает сырые кофейные зерна в девяти-десяти разных странах, в основном в Бразилии, Кении, Колумбии и Гватемале. Ежегодно Friele закупает 6000 тонн кофе, причём компания покупает как напрямую с кофейных ферм, так и через экспортёров кофе и брокеров.
Нынешний завод Friele в Мидтуне был построен в 1981 году и является одним из самых современных заводов по обжарке кофе в Европе.